# Töv
Töv (Төв, em mongol) é uma das 21 províncias (aimags) da Mongólia. Sua capital é Zuunmod. A província de Töv cerca completamente a cidade de Ulã Bator, capital da Mongólia, que não faz parte de nenhum aimag. 

## Subdivisões
Töv é composta por 27 distritos (sums). São eles:
| - Altanbulag - Argalant - Arkhust - Batsümber - Bayan - Bayan-Önjüül - Bayanchandmani - Bayandelger - Bayanjargalan - Bayankhangai - Bayantsagaan - Bayantsogt - Bornuur - Büren | - Delgerkhaan - Erdene - Erdenesant - Jargalant - Lün - Möngönmort - Öndörshireet - Sergelen - Sümber - Tseel - Ugtaal - Zaamar - Zuunmod |